# Prokonnesischer Marmor
Koordinaten: 40° 38′ 24,6″ N, 27° 37′ 56,2″ O

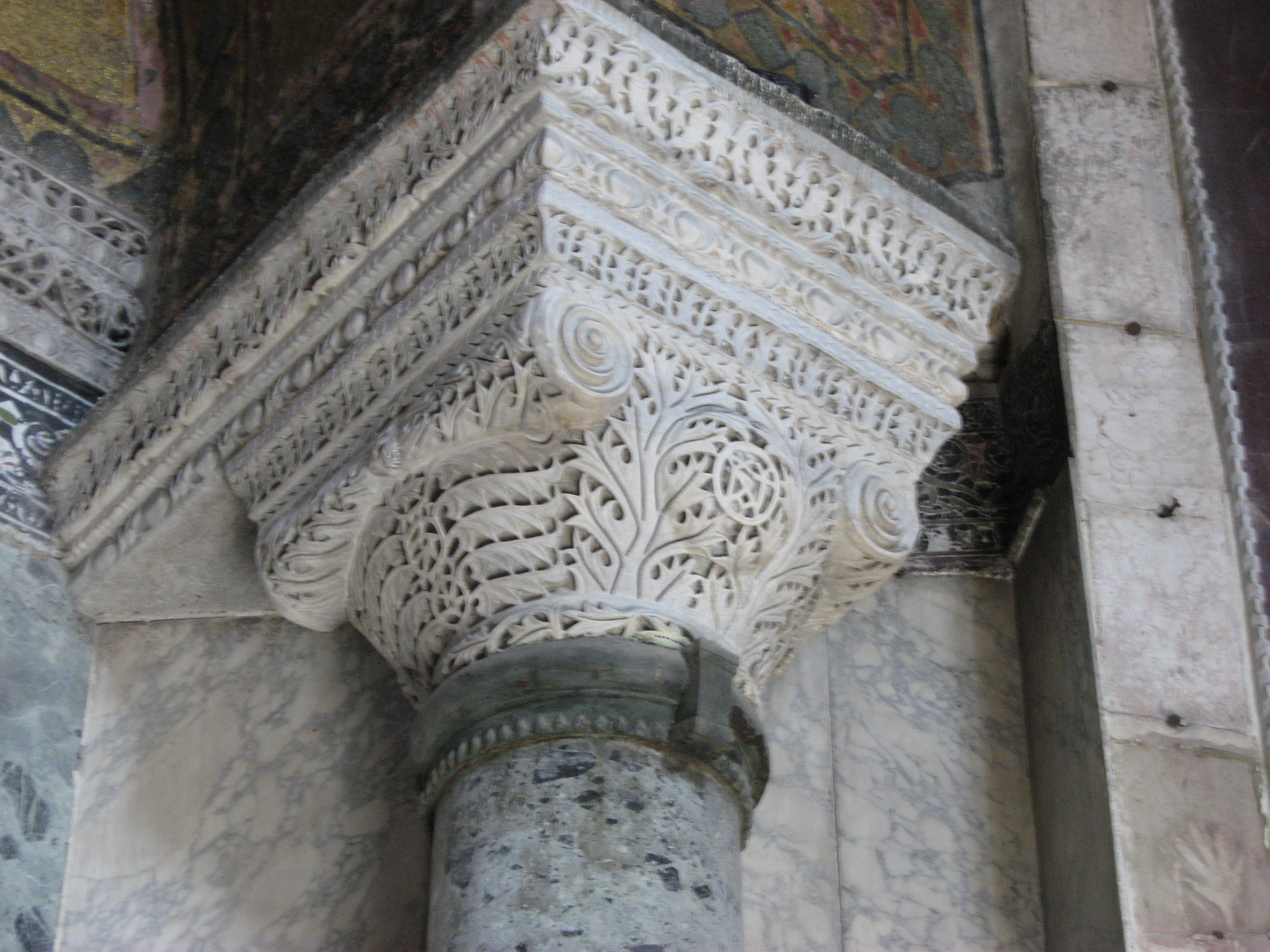
Byzantinisches Säulenkapitell in der Hagia Sophia (Istanbul)

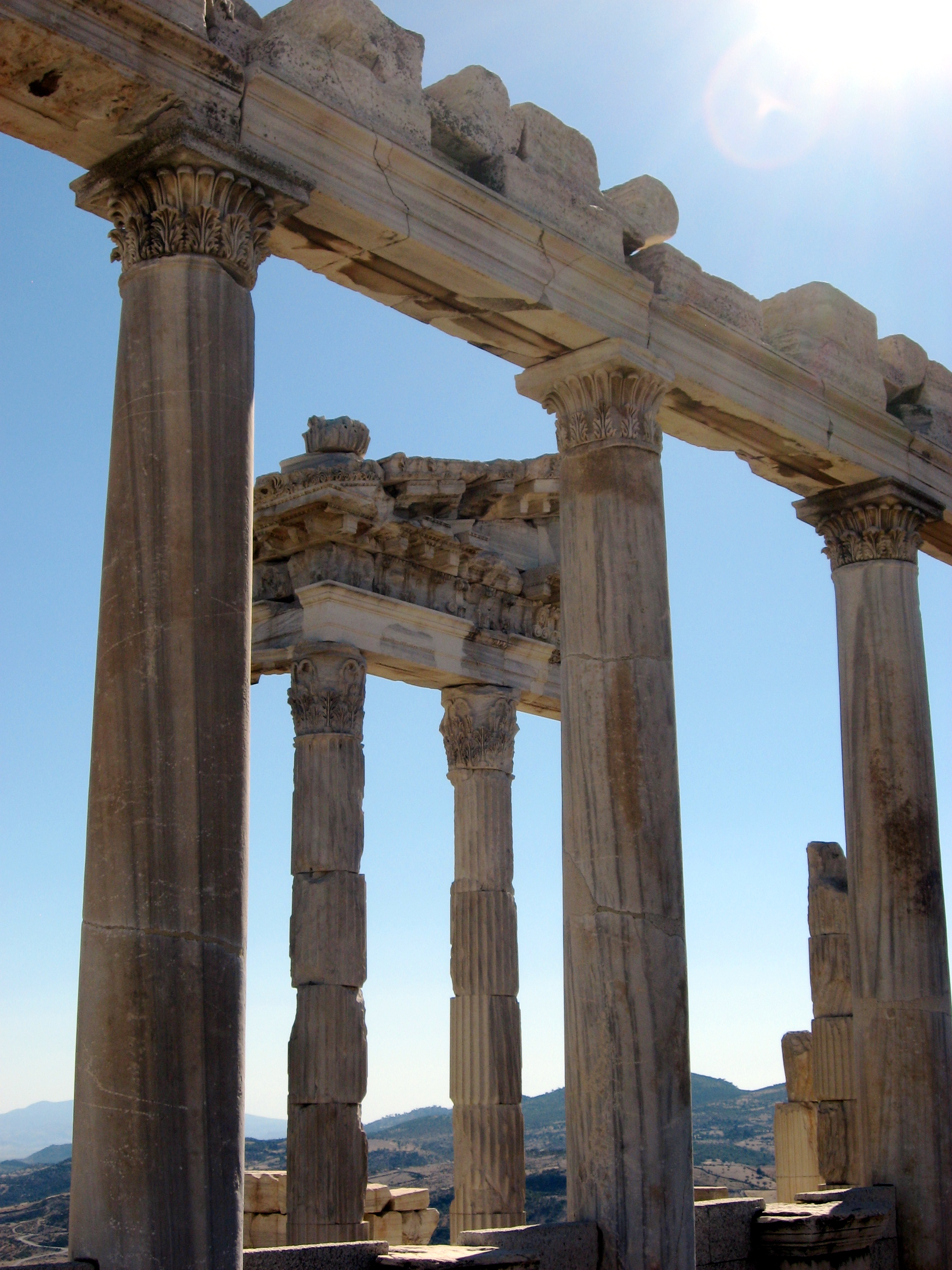
Trajanstempel in Pergamon mit Säulen aus Prokonnesischem Marmor (gestreifte Säulen)

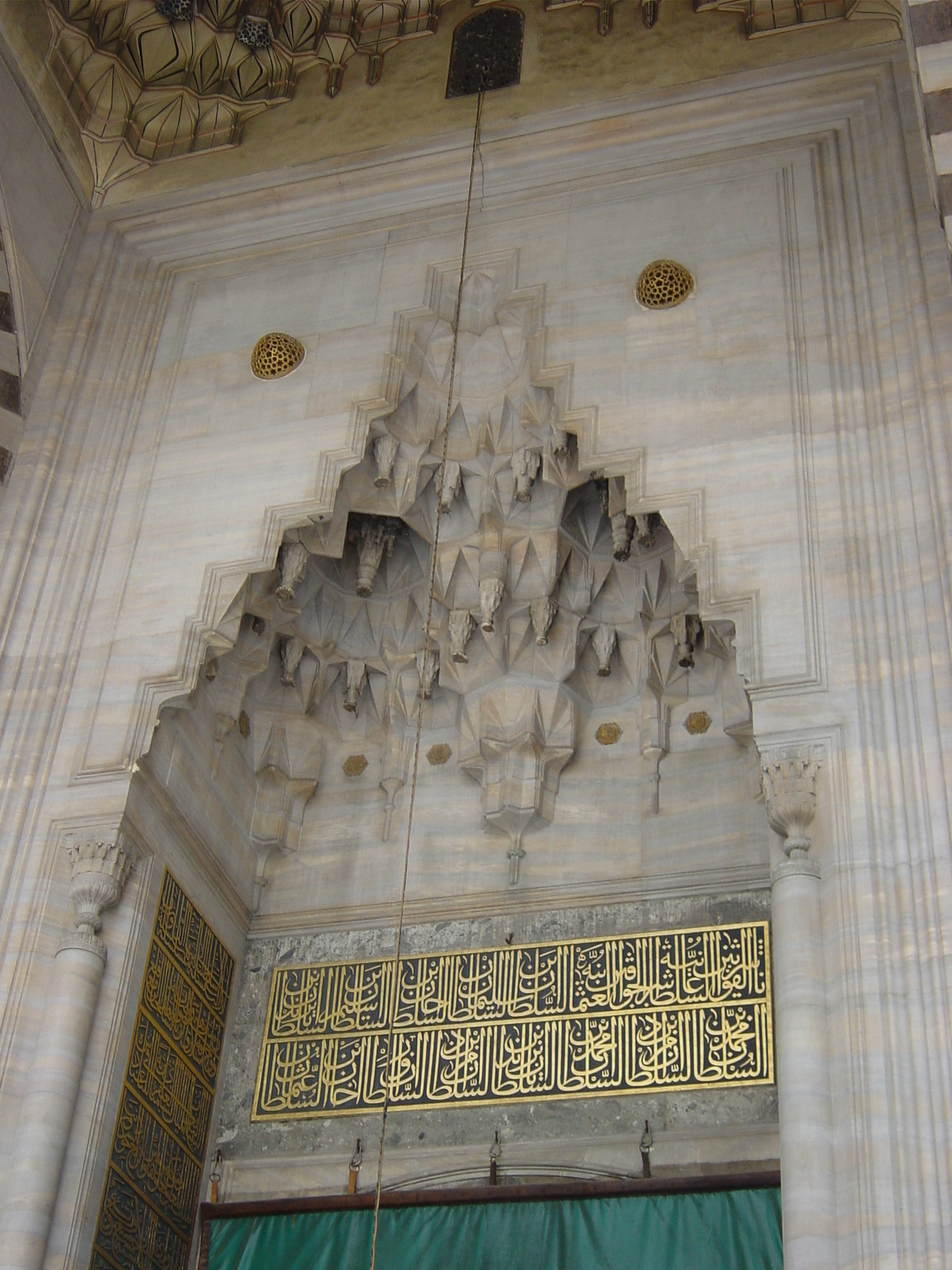
Muqarnas über dem Haupteingang der Süleymaniye-Moschee (16. Jh.), Istanbul

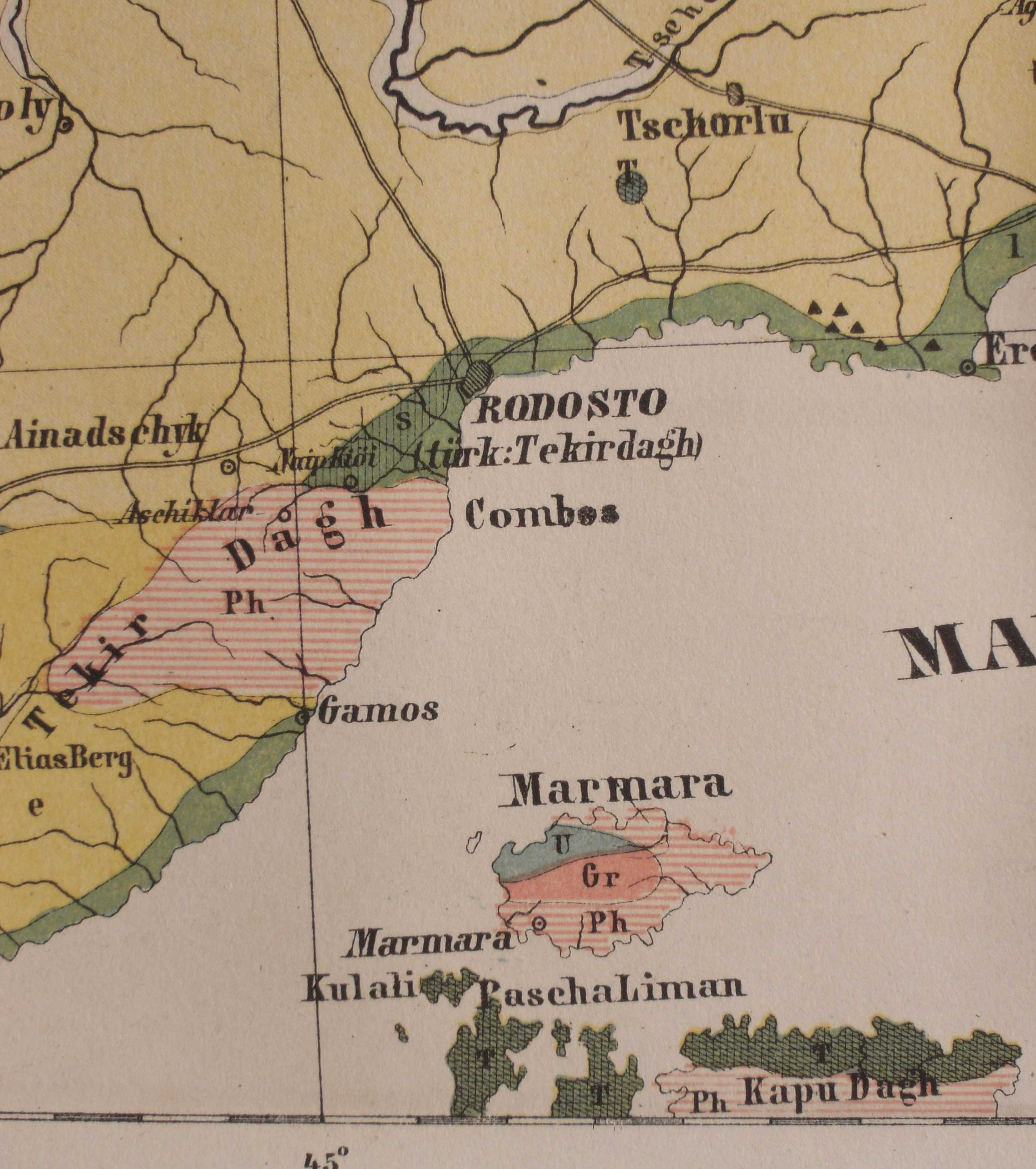
Ausschnitt einer geologischen Karte mit der Insel Marmara nach dem Kenntnisstand von 1870 (gezeichnet von Ferdinand von Hochstetter)

Relief am so genannten Großen Ludovisischen Schlachtsarkophag in Rom

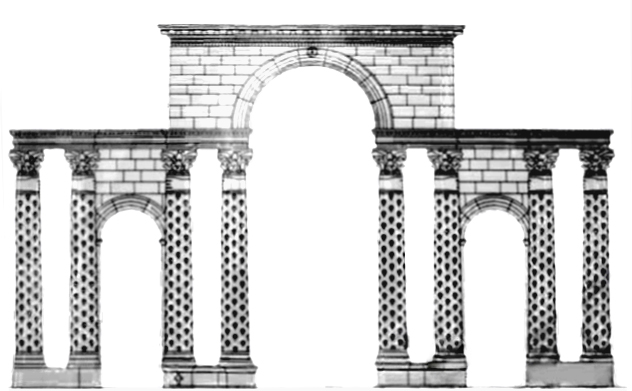
Rekonstruktion vom Theodosius-Triumphbogen in Istanbul

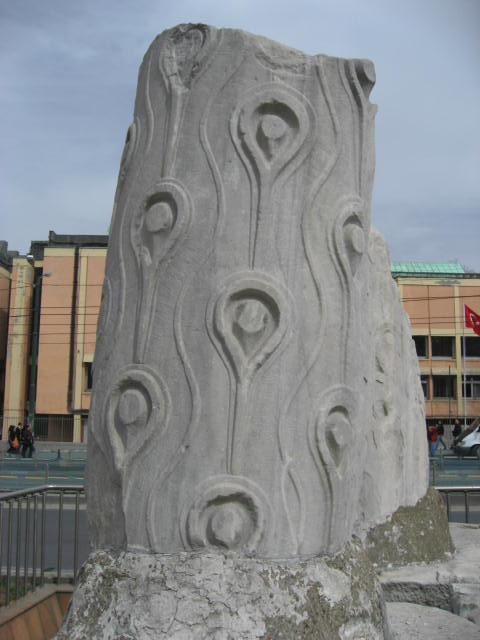
Säulenfragment des Theodosius-Triumphbogens in Istanbul

Der Prokonnesische Marmor oder Marmara-Marmor ist ein hochwertiger Marmor, der seit über 2.000 Jahren auf der türkischen Insel Marmara (griechischer Name Prokonnesos) abgebaut wird. Er tritt in den Farbabstufungen uni schneeweiß bis hellgrau auf, der vorwiegend künstlerisch für Statuen verwendet wird und weiß mit grauer Bänderung, die durch die attraktive Maserung hauptsächlich kunstgewerblich und architektonisch verwendet wird.

## Vorkommen
Die Insel Marmara befindet sich im gleichnamigen Marmarameer zwischen Ägäis und Bosporus. Sie gehört zur türkischen Provinz Balıkesir.
Die Steinbrüche liegen hauptsächlich bei dem Hafenort Saraylar. Weitere sind über die Nordhälfte der Insel verteilt. Das relevante Areal erstreckt sich über eine Fläche von vierzig Quadratkilometern.

## Geologie, Entstehung, Eigenschaften
Die Hauptlagerstätte dieses kristallinen Marmors liegt im nördlichen Teil der Insel. In der südlichen Inselhälfte treten andere Marmore auf, die keinem Abbau unterliegen und hauptsächlich dem Erdek-Komplex (eine regionalgeologische Formation) angehören.
Die Marmorlagerstätten der Insel werden durch einen west-östlich verlaufenden Zug von Granodioriten (Gündoğdu-Komplex) durchschnitten. Ferner begleiten sie in den Kontaktzonen metamorphe Gesteine, wie glimmerhaltige geschieferte Gneise und Orthogneise. Im Norden, d. h. in Teilen der Uferzone liegen auf den Marmoren foliierte Sandsteine und geschichtete Kalksteine (Kalkschiefer), begleitet von einzelnen Quarz- und Feldspateinlagerungen, auf.
Nahe der Uferzone fällt die Lagerstätte mit einer Neigung von 30 bis 35° ein. Deren Neigung verstärkt sich in südlicher Richtung und erreicht in der Kontaktzone mit den Granodioriten maximal 50°. In ihrer horizontalen Ausdehnung erreicht die Lagerstätte eine Breite von 2,5 bis 3,5 Kilometern und in der vertikalen soll sie eine Mächtigkeit von etwa 300 Metern besitzen. In linsenförmiger Form treten isolierte Dolomiteinlagerungen auf.
Die Entstehung dieser Lagerstätten wird in die Zeit von Trias bis oberes Paläozoikum eingeordnet, also vor etwa 251 Millionen Jahren. Weil eine vollständige Metamorphose stattgefunden hat, fehlen die für eine genauere Altersbestimmung notwendigen fossilen Bestandteile.
Der Prokonnesische Marmor ist ein mittelkörniges kristallines Karbonatgestein, das eine weiße Grundfarbe besitzt. In unterschiedlicher Verteilung sind parallele graue Bänder vorhanden. Manche graue Strukturen werden in der Literatur als blaugrau beschrieben. Diese Bänderungen werden durch feinverteilten Graphit, organogenes Material, Eisenoxide und -sulfide, andere submikroskopische Einschlüsse sowie sonstige Faktoren erzeugt, die dafür sorgen, dass die Lichtdurchlässigkeit an den Korngrenzen gestört ist. Seine typische Zusammensetzung ist aus folgenden Analysewerten erkennbar (in Masse-Prozenten):
CaO 55.25,   MgO 0.72,  SiO2 0,01,  Fe2O3 < 0,15,  Karbonatrest ca. 43,0.
Eine weißgraue Sorte ohne Bänderstrukturen ist die seit der Antike für Statuen beliebte Sorte.
Durch die Bearbeitung nimmt er eine gute Politur an. Viele antike Bauteile und Fragmente beweisen seine hervorragende Wetterbeständigkeit. Sein Porositätswert beträgt 0,2 Prozent.

## Geschichte, Anwendungsformen
Der Beginn von Steinbruchsarbeiten auf Marmara lässt sich nicht genau datieren. Die ersten Gewinnungsaktivitäten sind für das 1. Jahrhundert n. Chr. überliefert. Sichere Angaben gibt der römische Schriftsteller Vitruv, dass der Marmor bereits im 4. Jahrhundert v. Chr. beim Bau des Palastes von Mausolos in Halikarnassos Verwendung fand. Ebenso sollen bereits die Milesier diesen Rohstoff verbaut haben.

Für Pergamon konnte die frühe Verwendung von prokonnesischen Marmoren bereits für den Fries des Demetertempels (281–263 v. Chr.), den Tempel am Oberen Markt (Geison, unter Attalos I., 3. Jhd. v. Chr.) und den Pergamonaltar (Telephosfries und Großer Fries, 170 v. Chr.) nachgewiesen werden.
Die antike Verwendung des Prokonnesischen Marmors war ebenso umfangreich wie bei vergleichbaren anderen Marmoren aus dem Mittelmeerraum. Dazu zählen Architekturteile, Statuen, Brunnenbecken, Kapitelle, Säulen, Sarkophage und Wandreliefs in vielen Teilen des Römischen Imperiums.
Auf Marmara sind viele antike Säulenfragmente erhalten, die entweder bei der Bearbeitung zerbrachen oder aus anderen Gründen nicht an ihren Bestimmungsort gelangten. Eine Inventaraufnahme dieser Fragmente erbrachte, dass typischerweise Säulenrohlinge mit einem Durchmesser zwischen 40 und 90 Zentimeter hergestellt wurden.
Von dem kleinen Hafenort Saraylar gelangten seit der Spätantike viele fertige Marmorprodukte und Halbfabrikate mit Schiffen zu nahen und entfernten Orten des Römischen Imperiums. In Istanbul fanden Archäologen halbfertige Säulen aus diesem Marmor. Das belegt die arbeitsteilige Verbreitung dieses Steins.
Im Mittelalter führte die Bedeutung dieser Steinbrüche dazu, dass zuerst die ganze Insel Marmara genannt wurde, später auch das umgebende Meer als Marmarameer bezeichnet wurde. Auch in osmanischer Zeit wurde Prokonnesischer Marmor abgebaut und fand bei vielen Bauten innen wie außen Verwendung. Es sind Säulen, Kapitelle, ganze Manabir und Mihrabs in den Moscheen aus diesem prächtigen eleganten Stein hergestellt worden.
Seit dem späten 19. Jahrhundert begann man ihn für Grabsteine, Badausstattungen und Bodenplatten in Konstantinopel zu verwenden. Im 20. und 21. Jahrhundert findet durch verschiedene Unternehmen ein weltweiter Export statt.
Die Geschichte des Marmorabbaus und seiner Verarbeitung erstreckt sich kontinuierlich über die griechische, römische, byzantinische, osmanische und neuzeitlich türkische Kulturepoche. Eine solche kontinuierliche transkulturelle Akzeptanz mit bedeutenden architektonischen und künstlerischen Präferenzen können nur wenige Natursteine im Mittelmeerraum aufweisen. In diesem Sinne besitzt der Prokonnesische Marmor eine ungewöhnliche Position unter den Marmoren.

### Sammlungen auf der Insel Marmara
Ein kleines Freilichtmuseum (Marmara Müzesi) im Hafenort Saraylar zeigt auf der Insel gesammelte Anwendungen des Marmors aus alten Epochen durch Fragmente der römischen und byzantinischen Epoche. Unvollendete Architekturteile, die zum Teil noch mit Steinmetzmarken versehen sind, veranschaulichen die Arbeitstechniken.
Im Umfeld mehrerer aktiver Steinbrüche gibt es jeweils ein Freigelände, das alte und moderne Arbeiten aus der jeweiligen Abbaustelle zeigt. Diese Areale muten wie ein "Marmorgarten" an.

## Sorten und konkurrierende Marmore
Heute ist der Marmor unter der Handelsbezeichnung Marmara und mit weiteren Namen international verfügbar. Es wird im Wesentlichen nach den groben Sortierungen weiß, hellgrau und gestreift unterschieden.
Als konkurrierende Marmore können alle hellen mittelkörnigen Marmore aus dem Mittelmeerraum angesehen werden.

## Verwendung

### Berlin
- Pergamonaltar[3]

### Istanbul
- Hagia Sophia (zahlreiche Architekturteile, u. a. Byzantinische Kapitelle)
- Sultan-Ahmed-Moschee
- Theodosius-Forum (Reste des Triumphbogens)
- Süleymaniye-Moschee
- Topkapı-Palast

### Pergamon
- Demetertempel (Fries)
- Pergamonaltar (Großer Fries und Telephosfries)
- Trajan-Tempel (Säulen der Nordhalle)